# ...escu (film)
...escu sau ...Escu (1990) este un film de comedie regizat de Constantin Dicu și Robert Cismigiu, cu Ileana Stana Ionescu, Mihai Constantin și Sebastian Papaiani în rolurile principale. Filmul se bazează pe piesa de teatru omonimă din 1933 scrisă de dramaturgul român Tudor Mușatescu.

## Actori
- Ileana Stana Ionescu este Miza Stamatescu
- Mihai Constantin este Decebal Necșulescu
- Sebastian Papaiani este generalul Stamatescu
- George Alexandru este Bebe Damian
- Marius Florea Vizante este Platon Stamatescu
- Elvira Deatcu este Amelie Necșulescu
- Valer Dellakeza este Iorgu Langada
- Luminița Erga
- Constantin Cojocaru
- Petre Lupu este Traian Necșulescu

## Producție
Filmul este produs de Televiziunea Română cu sprijinul Fundației Teatrului Tineretului București. 